# Айше Діттанова
Айше́ Дітта́нова (крим. Ayşe Dittan, 27 лютого 1918, Дерекой, РСФРР — 15 листопада 2015, Нью-Йорк, США) — кримськотатарська акторка, ініціаторка відродження Кримськотатарського драматичного театру, Заслужений артист України (1993).

## Життєпис
Айше Діттанова народилася в невеличкому селі Дерекой, поблизу Ялти, що на цей час є одним з районів міста. 1933 року закінчила Сімферопольський театральний технікум, після чого почала працювати у трупі Кримського драматичного театру. Однією з найвизначніших ролей стала робота у виставі «Бахчисарайський фонтан».
Під час депортації кримських татар потрапила до Таджикистану, де 1946 року знову вийшла на професійну театральну сцену. Через тоталітарну політику СРСР Діттанова, як зрештою й інші актори кримськотатарського походження, не могла займатися національним мистецтвом.
До Криму Айше-ханум повернулася 1988 року, де одразу взялася за роботу з відновлення кримськотатарського театру та пропрацювала з 1990 до 1996 року, здобувши за значний внесок у розвиток культури почесне звання «Заслужений артист України».
З 1996 року і до самої смерті проживала в Нью-Йорку, однак неодноразово навідувалася до Криму. 2014 року виступала на урочистій церемонії, присвяченій 70-річчю депортації кримських татар, що відбулася в штаб-квартирі ООН. Померла 15 листопада 2015 року.

## Відзнаки та нагороди
- Заслужений артист України (1993)[5]